# Premio Nacional de Ingeniería Civil
El Premio Nacional de Ingeniería Civil, otorgado anualmente por el Ministerio de Fomento, está destinado a reconocer y recompensar la trayectoria profesional destacada de profesionales dentro del ámbito de la ingeniería civil, desarrollada principalmente en España.

## Historia
Se instituyó en el año 2001 con el fin de reconocer la trayectoria profesional de un ingeniero en el ámbito de las infraestructuras de transporte, fundamentalmente en España. En el año 2004, se abrió a otras profesiones distintas de la de ingeniero siempre que mantenga relación con la ingeniería. Posteriormente, en el año 2006, se amplió el campo profesional a cualquier infraestructura y demás realizaciones propias de la ingeniería civil.
Se otorga anualmente desde el año de su creación, 2001, excepto en los años 2009, 2010 y 2020. En el año 2003, se concedió un Premio de Honor, a título póstumo, a José Antonio Fernández Ordóñez.
Carmen de Andrés Conde, primera mujer ingeniera de caminos española fue, a su vez, la primera mujer galardonada con este premio en el año 2021.

## Premio
El premio está dotado con un diploma acreditativo y cuantía en metálico que en la primera edición se fijó en 30.000 euros habiendo variado su importe en las distintas ediciones. Así, en la edición del año 2019, el premio en metálico ascendió a 31.470 euros.

## Galardonados
| Año  | Ganador/es                                  | Ocupación                                                                                     |
| ---- | ------------------------------------------- | --------------------------------------------------------------------------------------------- |
| 2001 | Javier Manterola Armisén (1936-2024)        | Catedrático de puentes (Universidad Politécnica de Madrid)                                    |
| 2002 | Pedro Suárez Bores (1929-2010)              | Catedrático de Puertos y Costas (Universidad Politécnica de Madrid)                           |
| 2003 | Enrique Balaguer Camphuis (1925-2020)       | Catedrático de Caminos y Aeropuertos (Universidad Politécnica de Madrid)                      |
| 2003 | José Antonio Fernández Ordóñez (1933-2000)  | Catedrático de Historia y Estética de la Ingeniería Civil (Universidad Politécnica de Madrid) |
| 2004 | Clemente Sáenz Ridruejo (1928-2006)         | Catedrático de Geología Aplicada a las Obras Públicas (Universidad Politécnica de Madrid)     |
| 2005 | Santiago Calatrava Valls (1951-)            | Fundador de Santiago Calatrava, Architects & Engineers                                        |
| 2006 | José Antonio Torroja Cavanillas (1933-2021) | Presidente de Torroja Ingeniería, S.L.P.                                                      |
| 2007 | Alcibíades Serrano González (1935-)         | Catedrático de Ingeniería del Terreno (Universidad Politécnica de Madrid)                     |
| 2008 | Roque Gistau Gistau (1946-)                 | Presidente de la Sociedad Estatal de la Exposición Internacional de Zaragoza de 2008          |
| 2009 | No se otorgó                                | No se otorgó                                                                                  |
| 2010 | No se otorgó                                | No se otorgó                                                                                  |
| 2011 | Manuel Elices Calafat (1938-)               | Catedrático de Ciencia de los Materiales (Universidad Politécnica de Madrid)                  |
| 2012 | Juan Miguel Villar Mir (1931-2024)          | Presidente del Grupo Villar Mir                                                               |
| 2013 | Pablo Bueno Sainz                           | Presidente del Grupo TYPSA                                                                    |
| 2014 | José Calavera Ruiz (1931-2023)              | Fundador de INTEMAC (Instituto de Materiales de Construcción)                                 |
| 2015 | Carlos Sanchidrián Fernández                | Presidente de PROES                                                                           |
| 2016 | Javier Rui-Wamba Martija (1942-)            | Fundador de Esteyco, S.A.                                                                     |
| 2017 | Julio Martínez Calzón (1938-2023)           | Fundador de MC2 Estudio de Ingeniería, S.L.                                                   |
| 2018 | Miguel Ángel Losada Rodríguez (1947-)       | Catedrático del Área de Ingeniería Hidráulica (Universidad de Granada)                        |
| 2019 | Miguel Aguiló Alonso (1945-)                | Catedrático de Historia y Estética de la Ingeniería Civil (Universidad Politécnica de Madrid) |
| 2020 | No se otorgó                                | No se otorgó                                                                                  |
| 2021 | Carmen de Andrés Conde (1951-)              | Presidenta ejecutiva de Creatividad y Tecnología, S.A.                                        |
| 2022 | Felipe Martínez Martínez (1944-)            | Director general del CEDEX                                                                    |
| 2023 | Joaquín Andreu Álvarez                      | Catedrático de Ingeniería Hidráulica y Medio Ambiente (Universidad Politécnica de Valencia)   |
| 2024 | Leonardo Fernández Troyano (1938-)          | Cofundador de Carlos Fernández Casado, S.L.                                                   |